# Microsoft PowerToys
Microsoft PowerToys és una col·lecció d'aplicacions informàtiques proveïdes des de Microsoft per al sistema operatiu Microsoft Windows.
No estan integrades en Windows, ja que la seva data de llançament va ser posterior al del sistema operatiu. Tampoc hi ha un suport tècnic específic per a la col·lecció ja que no estan sotmeses a les mateixes proves que la resta de components de sistema operatiu.

## Aplicacions, versió XP
Les PowerToys originals són només per al sistema operatiu Windows XP i no funcionen en Windows Vista o Windows 7 o versions anteriors, excepte el generador de diapositives en CD, que pot ser usat en Windows -9x.
A data d'abril de 2010, la col·lecció comprenia les següents aplicacions:
- Obrir aquí la finestra de comandament (Open Command Window Here). Afegeix el menú de context amb l'opció "Obre aquí la finestra de comandament" (cmd.exe) a les carpetes d'arxius de sistema.
- Administrador virtual de l'escriptori (Virtual Desktop Manager ). Permet gestionar fins a quatre escriptoris des de la barra de tasques.
- Ampliador de la barra de tasques (Taskbar Magnifier). Permet afegir una barra d'eines a la barra de tasques amb una ampliació de la pantalla.
- Assistent per a presentacions en HTML (HTML Slide Show Wizard). Assistent per a la presentació i la seva posterior pujada al web de presentacions a partir de fotos en format HTML.
- Canviar la mida de les imatges (Image Resizer). Permet canviar la mida d'un o diversos articles a la vegada a partir d'un menú desplegable amb el botó dret.
- Color Control Panel Applet. Permet una configuració de color detallada orientada a professionals de la fotografia.
- Configurador de ClearType (ClearType Tuner). Facilita la lectura del text que apareix a la pantalla.
- Creador de presentacions de diapositives en CD (CD Slide Show Generator). Permet gravar un CD-ROM amb una presentació de diapositives a partir d'imatges digitals.
- Gravació de Càmera web amb temporitzador (Càmera web Timershot). Permet disparar fotos en un moment determinat des d'una càmera web.
- Power Calculator. Potent calculadora que interpreta gràfics i realitza diversos tipus de conversions.
- RAW Image Thumbnailer and Viewer. Visualitzador d'imatges en format RAW.
- Substitueix Alt-Tab (Alt-Tab Replacement). Canvia la funcionalitat del Windows en pressionar les tecles Alt - ⇆ Tab per mostrar, a més de la icona, una imatge de l'aplicació oberta.
- SyncToy. Eina per a la sincronització de carpetes.
- Tweak UI. Interfície d'accés a les configuracions de sistema que no apareixen a la interfície d'usuari per defecte per a Windows XP.

## Aplicacions, versió Windows 10
Al maig de 2019 l'equip de desenvolupament de Microsoft va rellançar el projecte amb llicència MIT per Windows 10, i inicialment van incloure dues utilitats:
- Botó maximitzar a un nou escriptori: quan l'usuari posa el punter sobre el botó de maximitzar / restaurar apareix una opció per enviar la corresponent aplicació de manera maximitzada a un nou escriptori.
- Guia de dreceres de teclat per a l'escriptori: apareix al mantenir premuda durant més d'un segon la tecla Windows.